# Oskar Paulini

Oskar Paulini

Oskar Paulini (n. 30 iunie 1904, Cisnădie – d. 17 februarie 1980, Nürnberg) a fost un scriitor de limba germană sas care a emigrat la bătrânețe din România in RFG, cunoscut prin descrierile de animale și de peisaje.
Absolvent al gimnaziului Brukenthal din Sibiu, Paulini a urmat în perioada 1923-1924 Școala Superioară de Ofițeri din București.
Și-a continuat studiile în perioada 1924-1927 în Germania, la Mannheim, Unna, Kiel și Greifswald în cadrul unui proiect derulat de Siebenbürgisch-Sächsisches Landwirtschaftsverein („Asociația agricultorilor sași transilvăneni” care a funcționat în perioada 1840-1945).
În perioada 1928 - 1932 a activat ca pădurar și intendent al fondului de vânătoare pe domeniile prințului regent Nicolae al României. Acești ani și-au lăsat o amprentă puternică asupra omului și scriitorului: în scrierile sale se răsfrânge experiența sa în legătură cu flora și fauna.
În timpul unei aplicații militare într-o zonă mlăștinoasă de lângă Dunăre, Oskar Paulini s-a îmbolnăvit de hepatită și de malarie. Starea sănătății l-a obligat să renunțe la meseria de pădurar în Carpații Orientali și să se angajeze în industria textilă la Cisnădie. În timpul celui de-al Doilea Război Mondial a fost din nou înrolat în armată, iar după război a fost deportat în URSS. La întoarcere, Paulini a lucrat întâi într-o întreprindere privată, a rămas șomer, a fost angajat într-o întreprindere de stat, iar în 1961, din motive medicale, s-a pensionat anticipat.
În anul 1978 a emigrat în Republica Federală Germania, dar acolo scrierile sale nu au avut priză la public. La moartea sa au rămas o serie de romane neterminate, între care „Der Ruf der Wildgänse“, „Der Schmied von Ruetel“, „Dreißig von Hundert“, „Der steinige Weg“.
Paulini a fost căsătorit de două ori și a avut  6 copii.

## Scrieri
- Rumänische Landschaft. Skizzen und Bilder aus den Ostkarpaten, Editura Krafft & Drotleff, Sibiu, 1937
- Der Schatz des Königs Dromichet. Roman, Editura Wiener Verlag, Wien, 1944
- Das schwarze Gold. Roman, Editura Wiener Verlag, Wien, 1944
- Mein Hund Hasso. Erzählungen aus den Ostkarpaten', Editura Tineretului, București, 1966
- In den Bergen des Barnar. Ein Roman aus den Ostkarpaten, Editura Tineretului, București, 1967
- Lüns der Lahme. Tiergeschichten, Editura Kriterion, București, 1972
- Fior und Grangur. Ein Tierroman aus den Wäldern der Karpaten, Editura Wort-und-Welt, Innsbruck, 1981, ISBN 3-85373-056-6